# حبران (حبيش)

تعديل مصدري - تعديل

حبران هي إحدى قرى عزلة بني شبيب بمديرية حبيش التابعة لمحافظة إب، بلغ تعداد سكانها 517 نسمة حسب تعداد اليمن لعام 2004.